# Contrat de travail à temps partiel en France
En France, un salarié à temps partiel est un salarié dont le contrat prévoit une durée du travail inférieure à la durée légale du travail. Contrat atypique, il est obligatoirement écrit et doit nécessairement comporter certaines clauses.

## Définition
Selon le Code du travail, sont considérés comme salariés à temps partiel les salariés dont la durée du travail est inférieure:
- à la durée légale du travail ou, lorsque ces durées sont inférieures à la durée légale, à la durée du travail fixée conventionnellement pour la branche ou l'entreprise ou aux durées du travail applicables dans l'établissement
- à la durée mensuelle résultant de l'application, sur cette période, de la durée légale du travail ou, si elles sont inférieures, de la durée du travail fixée conventionnellement pour la branche ou l'entreprise ou des durées du travail applicables dans l'établissement
- à la durée de travail annuelle résultant de l'application sur cette période de la durée légale du travail, soit 1 607 heures, ou, si elles sont inférieures, de la durée du travail fixée conventionnellement pour la branche ou l'entreprise ou des durées du travail applicables dans l'établissement

## Mise en place
La mise en place est généralisée car aisée. Premièrement, la loi prévoit que les horaires à temps partiel peuvent être pratiqués sur la base d'accords collectifs. De nombreuses conventions collectives prévoient cette faculté. Deuxièmement, l'absence d'accord n'empêche pas leur mise en place qui peut être opérée après avis des institutions représentatives du personnel. En l'absence de Comité d'entreprise ou de délégué du personnel, la seule initiative du chef d'entreprise ou la demande des salariés après information de l'inspecteur du travail suffit.
Le salarié peut demander un temps partiel dans certains cas :
- Une demande pour raisons familiales
- Dans le cadre d'un congé parental
- Dans le cadre d'un congé de solidarité familiale
- En cas de création ou reprise d'une entreprise
- Au bénéfice du compte de pénibilité
- Au bénéfice de son ancienneté dans l'entreprise

## Formalisme
Le contrat à temps partiel est impérativement écrit. En l'absence d'écrit le contrat de travail est présumé à temps complet .
Sur ce contrat, certaines mentions sont indispensables. D'autres doivent être portées en fonction des aménagements souhaités.

### durée du travail
La durée de travail prévue mentionnée dans le contrat est usuellement hebdomadaire, mais elle peut également être mensuelle. La durée contractualisée fixe le seuil à partir duquel sont réalisées les heures complémentaires.
Comme le prévoit l'article L3123-14-1 du code du travail, pour la période du 1er au 22 janvier 2014, et à partir du 30 juin 2014, la durée du travail d'un contrat à temps partiel doit au minimum être de 24h par semaine, sauf dérogation, en cas de demande du salarié, pour faire face à des contraintes personnelles ou cumuler plusieurs activités permettant d'arriver à une durée globale d'au moins 24h.

### répartition
Doit également apparaître sur le contrat, sauf pour les salariés des associations et entreprises d'aide à domicile et ceux relevant d'un accord de modulation du temps de travail, la répartition de la durée du travail
- entre les jours de la semaine si la durée prévue est hebdomadaire
- entre les semaines du mois si le contrat a une référence mensuelle[4]

Ces informations doivent permettre au salarié, qui n'est pas employé à plein temps, de connaître ses plages de travail afin d'aménager sa vie personnelle ou de trouver un autre emploi complémentaire.
Ces garanties pouvant également constituer une rigidité excessive, une faculté de modifier cette répartition peut être prévue au sein du contrat. Mais une telle clause doit être précise et spécifier:
- les cas justifiant la modification
- la nature de cette modification.

En sus, un délai de 7 jours minimum doit être respecté entre la notification et la mise en œuvre d'une telle modification. Ce délai peut être réduit à 3 jours par accord collectif si des contreparties sont prévues.

### horaires
La loi ne prévoit pas que le contrat à temps partiel précise les horaires de travail. Mais, le contrat doit déterminer par quelle modalité ces horaires quotidiens sont communiqués par écrit au salarié.
La faculté de faire exécuter des heures complémentaires et leur volume doivent être mentionnés dans le contrat.

## Une égalité de traitement théorique…
Les salariés à temps partiel doivent bénéficier des droits reconnus aux salariés à temps complet par la loi et les accords collectifs, sous réserve, pour ces derniers, de modalités spécifiques prévues par le texte conventionnel.
1. Certains droits sont identiques: durée de la période d'essai, nombre de jours de congés payés[6], calcul de l'ancienneté...
2. D'autres sont régis par un principe de proportionnalité: rémunération, indemnités de licenciement, de départ à la retraite...

Certains droits font également l'objet de dispositions légales d'adaptation spécifiques: Le temps de travail mensuel d'un salarié à temps partiel exerçant une fonction représentative au sein de l'entreprise ne peut être réduit de plus d'un tiers par l'utilisation du crédit d'heures.

## …démentie dans les faits
Dans la pratique, le fait d'exercer une activité à temps partiel entraîne une réduction du salaire horaire. Le Conseil d'analyse économique estime en 2010 cette décote à 12 % pour les femmes, et à 8%  pour les hommes. De plus, comme le recours au temps partiel est très fortement sexué (26,7 % des femmes contre  6 % des hommes) et plus souvent subi par les femmes (estimations de 8,5 % contre  2,6 %), ces écarts accroissent les  inégalités salariales entre hommes et femmes. 

## Heures complémentaires
Ce sont les heures effectuées au-delà de la durée fixée sur le contrat. La faculté d'en exécuter et leur volume maximum doivent être précisés par le contrat.
En l'absence d'accord collectif, leur nombre au cours d'une même semaine ne peut être supérieur au dixième de la durée hebdomadaire prévue dans le contrat. Ces premières heures complémentaires sont majorées de 10% depuis le 1er janvier 2014. 
Cette limite du 10e peut être portée conventionnellement au tiers de la durée contractuelle. Dans ce cas, les heures effectuées au-delà du dixième et en deçà du 1/3 sont majorées de 25%.
Lorsque les heures réellement effectuées dépassent les limites applicables, le salarié à temps partiel ne peut prétendre à l'application du régime des heures supplémentaires mais peut réclamer, en sus du paiement des heures, des dommages-intérêts en réparation du préjudice subi par lui du fait de ce dépassement.
La contrepartie à la réalisation d'heures complémentaires ne peut être attribuée sous la forme d'un repos, elle est impérativement monétaire.
À proprement parler, le salarié à temps partiel ne peut pas bénéficier de jours RTT réservés aux salariés à temps plein, mais la répartition de son temps de travail peut prévoir le bénéfice d'un ou plusieurs jours de repos hebdomadaires.

## Répartition des horaires sur une période supérieure à la semaine et au plus égale à l'année
Il est possible par accord collectif de faire varier, sur une période pouvant aller jusqu'à l'année, la durée du travail du salarié à temps partiel, c'est-à-dire de pratiquer une modulation de son temps de travail. Comme pour le salarié à temps complet, cette modalité d'organisation génère moins d'heures complémentaires et rend moins contraignante le maxima applicable à celles-ci. La modulation entraine plus de flexibilité.
La loi de janvier 2000, dite Aubry II qui a permis la généralisation d'accords collectifs instituant cette modulation appliquée aux salariés à temps partiel encadrait néanmoins fortement la pratique:
1. la durée du travail hebdomadaire pouvait, au cours de la période, varier entre une limite haute et une limite basse mais l'écart entre chacune de ces limites et la durée stipulée au contrat de travail ne pouvait excéder le tiers de cette durée. Par exemple pour un contrat de 20 heures hebdomadaires, la modulation s'opérait au maximum entre des semaines à 12 et à 26 heures.
2. l'accord devait préciser les modalités selon lesquelles le programme indicatif de la répartition de la durée du travail est communiqué par écrit au salarié[12].

La loi du 20 août 2008, n'exige plus que l'accord comporte ces garanties. La même loi soumet la possibilité de modulation du temps de travail à un accord d'entreprise: article L3122-2 du code du travail.
L'accord doit prévoir les modalités de communication et de modification de la répartition de la durée et des horaires de travail. À défaut de stipulations contraires, ce délai de prévenance en cas de changement de durée ou d'horaires ne peut être inférieur à 7 jours
La loi précise également que dans le cadre d'une répartition des horaires sur une période supérieure à la semaine et au plus égale à l'année, le volume des heures complémentaires pouvant être faites, limité au dixième ou au tiers de la durée contractuelle, se calcule par rapport à l'annualisation de cette durée.

## Modification du contrat
En application des principes civilistes, le contrat peut être novés par accord entre les parties. Par ailleurs, les dispositions particulières peuvent permettre aux salariés de bénéficier d'aménagements de la durée contractuelle. Enfin, le contrat peut faire l'objet de requalification par le juge ou être soumis à des obligations de réévaluation

### Nécessité de l'accord des 2 parties
L'employeur est libre d'embaucher à temps partiel mais ne peut modifier les contrats à temps complet déjà embauchés sans accord du salarié. Il s'agit d'une modification du contrat de travail et non d'une modification des conditions de travail : le refus du salarié ne constitue pas une faute, mais il peut y avoir licenciement pour motif économique si l'employeur justifie cette demande par la nécessité du temps partiel pour l'entreprise.

### Aménagement du contrat
L'employeur peut-être obligé de proposer un temps partiel pour certains salariés (mi-temps thérapeutique, déclarés inaptes à la suite d'un accident du travail ou maladie professionnelle).
La demande par le salarié peut-être faite pour des raisons familiales, pour congé de création d'entreprise. La demande doit être faite par écrit, remise en main propre ou envoyée avec accusé de réception. L'entreprise a trois mois pour y répondre.
Lorsque la réalisation courante d'heures complémentaires génère sur une période de 12 semaines un horaire moyen dépassant de deux heures au moins l'horaire contractuel, le contrat doit être réévalué en conséquence, sauf opposition du salarié.

### Requalification
Un salarié à temps partiel qui effectue des heures au-delà de sa durée contractuelle ayant pour effet de porter sa durée hebdomadaire du travail au niveau de la durée légale de travail peut réclamer, devant la juridiction prud'homale, la requalification de son contrat  en contrat à temps plein. 
De même, lorsqu'un salarié à temps partiel, dans le cadre de contrats additionnels à durée déterminée de remplacement, voit sa durée du travail portée au niveau de la durée légale, la situation peut faire l'objet d'une requalification en contrat à durée indéterminée à temps complet.
La signature d'avenants temporaires ayant le même objet est également sanctionnée des mêmes effets par le juge

## Sources
Code du travail: L.212-4-2 et suivants / Nouvelle partie Législative : L3123-1 et suivants